# Božje ovčice (punk sastav)
Božje ovčice su hrvatski kršćanski punk sastav iz Koprivnice.

## Glazbeni stil
Sastav svira punk i pjeva na autohtonom međimurskom kajkavskom narječju. Za sebe kažu da su "grupa s poslanjem"; poslanjem nazivaju "doći ljudima, odsvirati i pokazati da je Bog živ i ostati u [njihovim] srcima." Uz punk, glazbeni stil obilježava im i mnoštvo drugih žanrova, među kojima se ističu alternativni, psihodelični i folk rock, blues, etno glazba, grunge i heavy metal; sastav je izjavio kako kombinira sve navedene elemente "u jedan tsunami koji razvaljuje sve pred sobom". Tekstovi se odlikuju "žestokim deklarativnim stavom za istinom i pravdom, ne srameći se svojih korijena i vrijednosti".

## Povijest
Jedini je stalni član sastava vokalist Tomislav Mihac, pošto su se od osnutka sastava mijenjali svi ostali članovi. Početkom 2009. godine Mihac odlučuje "elektrificirati" svoj tada akustični projekt. Putem poslovnih i prijateljskih kontakata u sastav dovodi bubnjara Tomislava Severa i basista Branimira Sremeca. Uz gitarista Miču Martinovića ova postava dva puta nastupa na glazbenim festivalima. Zbog kreativnih razlika i tehničkih poteškoća ova se postava ubrzo i raspada. Zbog nemogućnosti pronalaženja zamjenskog basista, Mihac nagovara svoju djevojku Anu Kovačić da nauči svirati bas-gitaru. Nakon nekoliko odbijenih ponuda za mjesto bubnjara, na preporuku bivšeg basista Sremeca u sastav dolazi bubnjar Vinko Matišin. Sremec se na nagovor vraća u sastav, no ovog puta kao gitarist; time je utvrđena postava koja uglavnom djeluje i danas. 
U studenom 2009. godine grupa snima demouradak od 4 pjesme. Početkom 2010. godine Matišin napušta sastav te umjesto njega dolazi bubnjar Karlo Knežević.
Sastav 21. prosinca 2009. nastupa u kultnom zagrebačkom klubu KSET s riječkim sastavom EffaTha. Sastav je u Poljskoj, gdje je katolička rock-scena razmjerno jaka, nastupio na više koncerata, čak i u nekoliko zatvora. Nastupili su i na programu devetoga nacionalnoga susreta hrvatske katoličke mladeži u Dubrovniku. Svoj rad predstavili su u sklopu koncerta alternativne duhovne glazbe. 2010. d.i.y. snimili su demo-EP "Live EP", s kojeg su pjesme završile i na prvom albumu.
Sastav 19. listopada 2013. godine objavljuje svoj prvi album Beeeeeee!!!, kojeg objavljuje poljska diskografska kuća Dobry Towar Records. Sastav 2014. godine nastupa na Gljevstocku — festivalu glazbe, ljubavi, veselja i druženja sinjskih grupa te njihovih prijatelja koji se održao u Kravorovcu kod Gljeva.
Članovi sastava financijski se snalaze sami. Prije početka nekoliko svojih nastupa na raznim sekularnim mjestima sastav bi često trpio omalovažavanje publike, no ono bi ubrzo prestajalo kada bi sastav počeo svirati žestoke pjesme. Mnoge je zbunjivao "prizor nabildanog momka koji na golome torzu ima iscrtan križ i skače po pozornici izvikujući pohvale Bogu na autohtonom međimurskom narječju".
Događalo im se čak da im je koncerte prekidala policija; kad je sastav nastupao u Vinkovcima, bilo im je rečeno da su bili preglasni, premda se dotad nikad prije nije dogodilo da je policija u tom klubu prekinula koncert. Članovi grupe smatraju da ima i pojedinaca koji im prijete na društvenim mrežama. Frontmen Mihac na to je komentirao: "vjerujemo da je Božja sila jača od svega te se ne bojimo".

## Članovi sastava
Trenutna postava
- Tomislav Mihac (Ant Ruth) — vokali, gitara
- Ana Mihac-Kovačić (Ana Zamazana) — bas-gitara
- Denis Kuzel (Dennis) — bubnjevi

Bivši članovi
- Tomislav Sever — bubnjevi
- Branimir Sremec — bas-gitara, gitara
- Miča Martinović — gitara
- Vinko Matišin — bubnjevi
- Karlo Knežević - bubnjevi

## Diskografija
Izdanja uživo
- Live EP (2010., d.i.y.)[9]

Studijski albumi
- Beeeeeee!!! (2013.)

## Vanjske poveznice
- Facebook, od 4. srpnja 2009.
- MySpace
- YouTube
- KSET Effatha & Božje Ovčice
- Institut hrvatske glazbe  Arhivirana inačica izvorne stranice od 8. kolovoza 2016. (Wayback Machine) Božje ovčice: God Is Not Dead